# Landrabbinat für die Provinz Birkenfeld

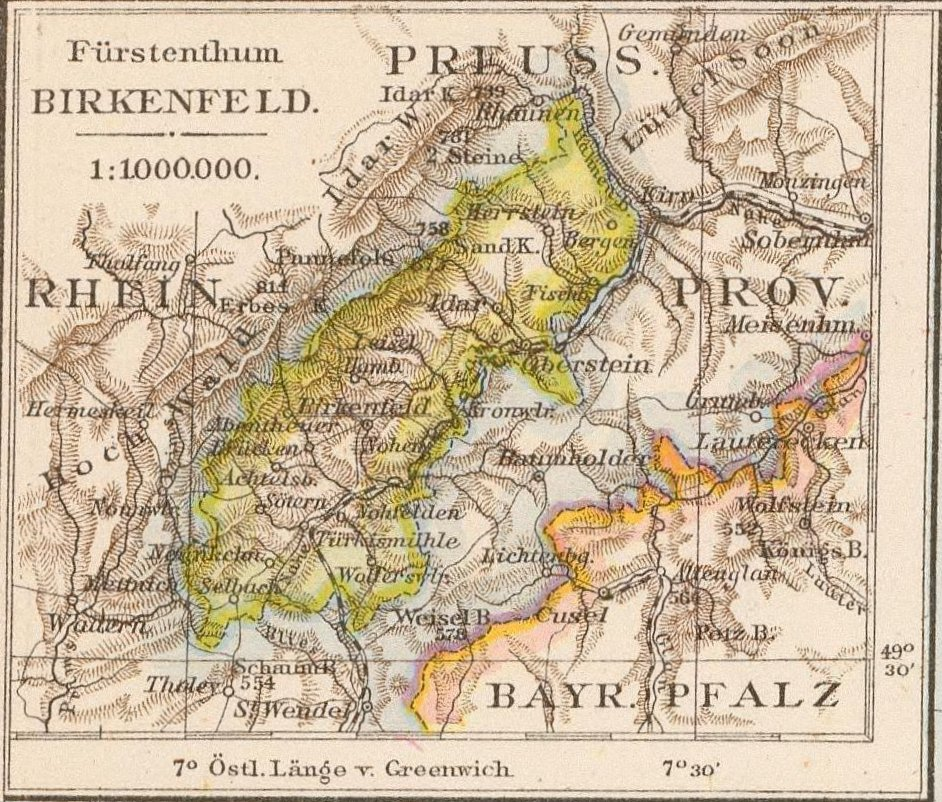
Landkarte des Fürstentums Birkenfeld (Richard Andree, 1881)

Das Landrabbinat für die Provinz Birkenfeld entstand im Fürstentum Birkenfeld als oberste Organisation der jüdischen Bevölkerung in der linksrheinischen Exklave des Großherzogtums und späteren Freistaates Oldenburg im Nahegebiet.  
Der Landesrabbiner hatte seinen Sitz in Hoppstädten.

## Landesrabbiner

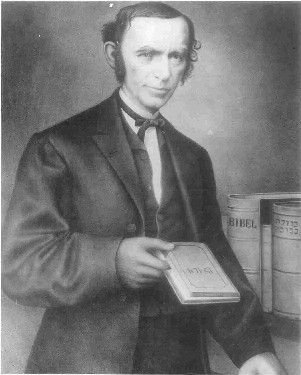
Landesrabbiner David Einhorn

- bis 1832: Samson Felsenstein
- 1832–1833: Löb Ettlinger
- 1835–1836: Elias Grünebaum
- 1837–1841: Bernhard Wechsler
- 1842–1847: David Einhorn
- 1887–1889: Israel Goldschmidt
- 1891–1901: Israel Goldschmidt
- 1901–1905: Julius Lewit
- 1905–1910: Sally Baron
- 1910–1911: Siegfried Grzymisch
- 1911–1914: Ferdinand Straßburger
- 1915–1919: Julius Cohn
- 1919–1938: Alexander Lewin